# 기혼
기혼(일본어: 義本, 1206년? ~ 몰년 미상, 재위: 1249년 ~ 1259년)은 주잔세이칸(中山世譜)등에 등장하는 류큐국의 왕이다. 순텐 왕조(舜天王朝)의 마지막 왕이며, 순바준키(舜馬順煕)의 아들이다. 1248년에 44세의 나이로 순바준키의 왕위를 물려받았다.
기혼의 재위 중에 류큐 제도에선 재난이나 전염병이 발생되었다. 그 책임을 받아 당시 류큐 왕국의 섭정이었던 에이소(英祖)에게 왕위를 물려주었다. 그 이후의 기혼의 기록은 남아 있지 않다.

## 참고 문헌
- Kerr, George H. (1965). Okinawa, the History of an Island People. Rutland, Vermont: C.E. Tuttle Co. OCLC  39242121
- Nussbaum, Louis-Frédéric. (2002). Japan Encyclopedia. Cambridge: Harvard University Press. ISBN 978-0-674-01753-5; OCLC 48943301
- Shinzato, Keiji, et al. Okinawa-ken no rekishi (History of Okinawa Prefecture). Tokyo: Yamakawa Publishing, 1996. p38.

| 전임자 슌바쥰키 | 제3대 류큐 국왕 1249년 ~ 1259년 | 후임자 (에이소) |